# Pentidotea montereyensis
Pentidotea montereyensis is een pissebeddensoort uit de familie van de Idoteidae. De wetenschappelijke naam van de soort is voor het eerst geldig gepubliceerd in 1933 door Maloney.